# الحسين (فرسان)
قرية الحُسيّن بتشديد حرف الياء، وهي إحدى قرى منطقة جازان وهي قرية سكنية تابعة لبلدية محافظة فرسان جنوب غرب المملكة العربية السعودية، تبعد أكثر من 35 كم باتجاه الغرب من مدينة فرسان.

## الموقع
تقع قرية الحسين جنوب غرب المملكة على جزيرة فرسان، وهي تقع عند خط طول 41 درجة وخط العرض 16 درجة.

## انظر ايضاً
- المشراف
- صير
- المسيلة
- قماح

## وصلات خارجية
- بيانات المجلس البلدي من الأمانة العامة لشؤون المجالس البلدية.
- حصر الخدمات بالمدن والقرى بمنطقة جازان.
- دليل الخدمات بمنطقة جازان.
- مصلحة الإحصاءات العامة والمعلومات.